# (100571) 1997 HH2
(100571) 1997 HH2 es un asteroide perteneciente al cinturón de asteroides, descubierto el 29 de abril de 1997 por el equipo del Spacewatch desde el Observatorio Nacional de Kitt Peak, Arizona, Estados Unidos.

## Designación y nombre
Designado provisionalmente como 1997 HH2.

## Características orbitales
1997 HH2 está situado a una distancia media del Sol de 2,391 ua, pudiendo alejarse hasta 2,919 ua y acercarse hasta 1,863 ua. Su excentricidad es 0,220 y la inclinación orbital 3,014 grados. Emplea 1350,80 días en completar una órbita alrededor del Sol.
El próximo acercamiento a la órbita terrestre se producirá el 27 de abril de 2136.

## Características físicas
La magnitud absoluta de 1997 HH2 es 17,1.